# Ladoffa isabellina
Ladoffa isabellina är en insektsart som beskrevs av Cavichioli et Bortolli-chiamolera 2001. Ladoffa isabellina ingår i släktet Ladoffa och familjen dvärgstritar. Inga underarter finns listade i Catalogue of Life.